# La chica ciega
La chica ciega es una conocida pintura de 1856 de John Everett Millais que representa en primer plano a dos mendigas ambulantes, probablemente hermanas, la mayor de las cuales es una música ciega, con su concertina en el regazo. Descansan sentadas junto a la carretera después de la lluvia, antes de viajar a la ciudad de Winchelsea, visible al fondo, más allá de la campiña dorada donde pastan vacas, ovejas y caballos y picotean los cuervos.
La pintura ha sido interpretada como una alegoría de los sentidos, contrastando las experiencias de las hermanas, una ciega y otra vidente en el límpido paisaje. La primera, una joven bella y apacible a pesar de su pobreza, siente el calor del sol en su rostro, aspira el aroma del campo y acaricia una brizna de hierba, sugiriendo que aunque privada de la visión aun puede deleitarse con el oído, el olfato y el tacto, mientras que la segunda se protege los ojos del sol o la llovizna con el borde del chal con el que se han cubierto y mira sorprendida un doble arcoíris que acaba de aparecer en el cielo oscurecido, emoción que la niña trasmite a su hermana apretando su mano. Algunos críticos han interpretado el arcoíris en términos bíblicos, como signo de esperanza, la señal del pacto de Dios descrito en Génesis 9:16.
Cuando la pintura se exhibió por primera vez en 1856, se le indicó a Millais que en los arcoíris dobles, el arcoíris secundario invierte el orden de los colores. Millais había pintado originalmente los colores en el mismo orden en ambos arcoíris. Lo alteró por precisión científica.
Una mariposa carey descansa sobre el chal raído de la joven ciega, lo que implica que se mantiene muy quieta, en silenciosa comunión con la naturaleza. El cartel colgando de su cuello lleva escrito "Pity the Blind" (Compadézcanse de la ciega).